# Malchos (historyk)
Malchos (gr. Μάλχος) – historyk bizantyjski, autor zaginionego dzieła opisującego historię Bizancjum.
Księga Suda podaje, iż Malchos był autorem pisanej historii, która obejmowała lata od Konstantyna I do Anastazjusza I. Focjusz przypisuje mu i omawia (cod. 78) dzieło Βυζαντιακά, które obejmować miało historię od śmierci cesarza bizantyjskiego Leona I (ok. 474) do śmierci Juliusza Neposa (ok. 480). Dzieło to miało mieć 7 ksiąg. Pomijając niewielkie fragmenty w Excerpta de Legationibus cesarza Konstantyna Porfirogenety, u Focjusza oraz w Sudzie, dzieło Malchosa uważa się za zaginione.
Styl Malchosa był jasny i swobodny, posługiwał się on biegle klasycznym językiem attyckim. Starał się o osiągnięcie historycznej obiektywności. Dzieło swoje urozmaicał mowami występujących w nim postaci historycznych, czego przykładem jest zachowany opis sporu między Teodorykiem i Adamantiosem.